# Aeroportul Yacuiba
Aeroportul Yacuiba (IATA: BYC, ICAO: SLYA) este un aeroport din Tarija (departament), Bolivia ce deservește zona Yacuíba. A fost numit după zona deservită.
Situat la o altitudine de 644 m, aeroportul dispune de o singură pistă.